# Gruyère (sajt)
A Gruyère (franciául Le Gruyère, németül Greyerzer) egy svájci, tehéntejből készülő félkemény sajt, mely az ellenőrzött eredetmegjelöléssel (AOC) ellátott sajtok közé tartozik. Gruyère sajtot 185 sajtüzemben és 51 alpesi tanyán gyártanak. 2010-ben, csak Svájcban 14 261 tonna Gruyère-t adtak el.

## Története

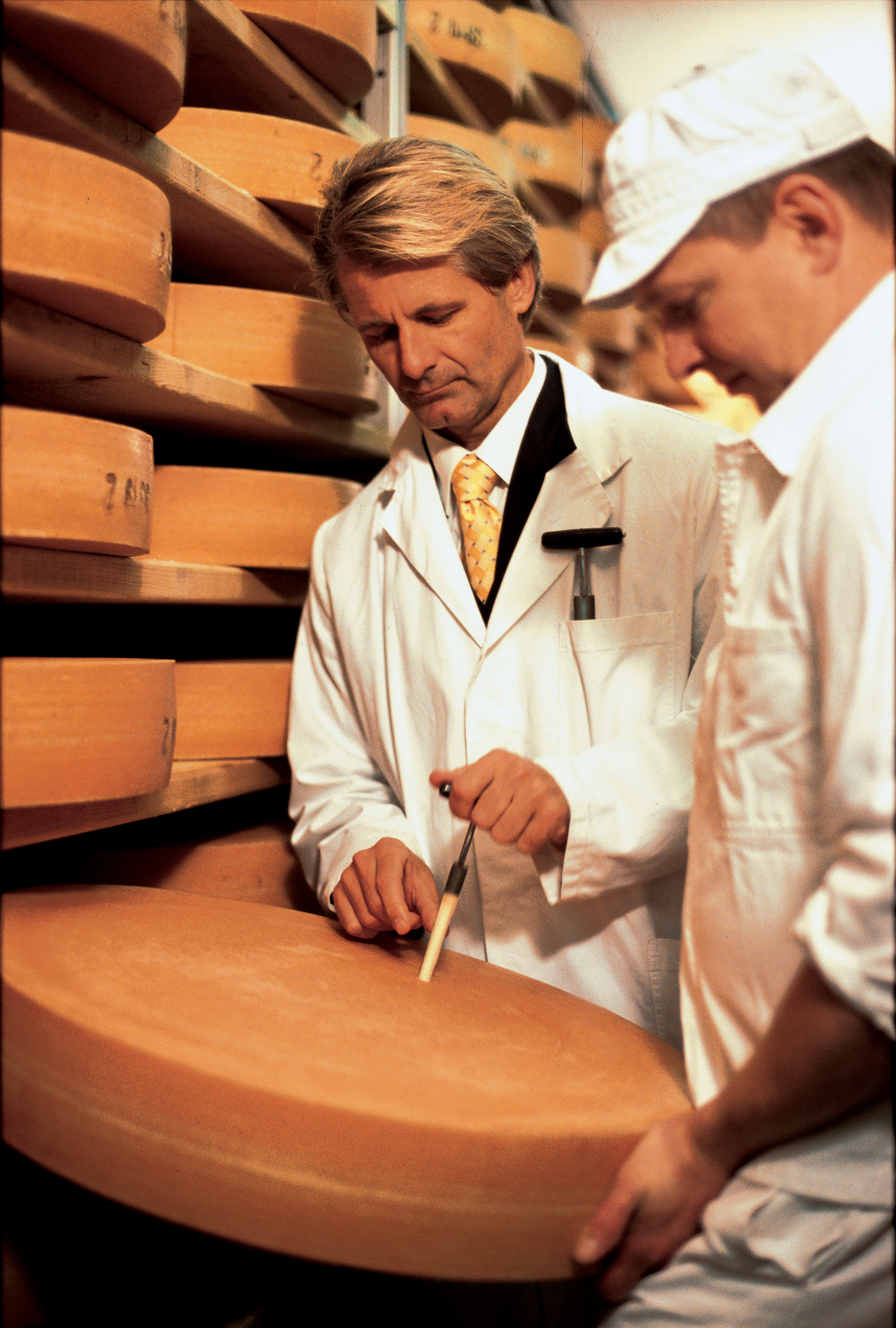
Minőség-ellenőrzés érlelés közben

A sajtgyártásról szóló első adatok az egykori Gruyère megyéből, 1115-ből származnak, amikor egy okiratban megemlítik Gruyère első grófját, aki sajtot adományozott Rougemont kolostorának. Az irat azonban nem említi a sajt fajtáját.
Egy 1328-as végrendelet is megemlíti a régió sajtját, majd 1342-ben Gruyères város egyik rendeletében egyes pénzárfolyamokat vajban és sajtban mértek. Ezt követően a helyi sajtokat Vevey és Genf piacaira szállították, majd az utazási körülmények javulásával Lyonig, Párizsig és Itáliáig is eljutottak. A Gruyère kifejezést a maihoz feltehetően hasonló sajtfajtára 1602-ben jegyezték, amikor Fribourg vezetői 14 darabot ajánlottak fel ajándékként a francia követségnek. Az okiratban szereplő megnevezés alatt a Fribourg kantonbeli Gruyères (németül: Greyerz) városkában előállított sajtot értettek.
1762-ben a Francia Akadémia felvette szótárába a „Gruyère” megnevezést, mely a megjegyzés szerint egy sajtot takar, melyet Gruyère régióban állítanak elő.
1764-től a sajtkereskedők engedélyt kaptak Gruyères darvas címerének használatára, mellyel a sajtokat 1798-ig megjelölték. A 18. és a 19. században Fribourg kanton lakosságának egy része a jobb élet reményében Vaud és Neuchâtel kantonokba és a franciaországi Szavojába, Franche-Comté-ba és Jurába költözött. Ennek eredményeként a sajt származási helyétől távol is hasonló sajtokat készítettek. 1856-ban, a párizsi mezőgazdasági kiállításon két fribourgi sajtkészítőt aranyéremmel díjaztak, 1860 után pedig már az indiai angol és holland gyarmatokra is exportáltak. 1864-ben Svájc és Franciaország kereskedelmi egyezményt írt alá, amely szabályozta a termékek formáját és tartósságát, hogy azok épen átvészeljék a szállítást. Az 1870-es év környékén Fribourg kantonban nagyjából 254 Gruyère-t készítő alpesi tanya volt, amelyből 193 egyesületbe tömörült, és 1873-ban megjelent a Le manuel des fromageries (A sajtkészítés kézikönyve) is. 1888-ban Fribourg kanton megnyitja az első tejközpontot, majd 1890 után a kantoni kormányzat a tejtársaságokat alapszabályaik átdolgozására kötelezte. Mivel nem létezett eredetiségvédelem, a Gruyère sajtokat mindenhol utánozni kezdték. Az 1891. április 14-én megkötött, a védjegyek nemzetközi lajstromozásáról szóló Madridi megállapodással megkezdődött az eredetiség védelme.
Az 1926-os párizsi tejipari kongresszus határozata értelmében az eredetre utaló sajtneveket (mint a Gruyère, Parmezán, Emmentaler, Rokfort vagy Camembert) csak az adott régióban szabad előállítani.
1992-ben pontosan meghatározták a Gruyère származási területét, 1997-ben pedig megalakul az Interprofession du Gruyère (IPG), a Gruyère-készítők iparszövetsége mely a gyártást, a minőség ellenőrzését és a kereskedelmet is felügyeli.
A mai Le Gruyère AOC megnevezéssel ellátott sajtok eredetiségét az AOC-tanúsítvány biztosítja. A Le Gruyère Switzerland márkanév pedig világszerte védett márkanévnek számít. A ma már nem használt, alpesi kürtöst ábrázoló pecsét a Svájci Államszövetség tulajdona, és ugyancsak világszerte védett márkának számít. A Le Gruyère AOC-t csak Fribourg, Vaud, Neuchâtel és Jura kantonokban, Bern kanton Courtelary, Moutier és La Neuveville kerületeiben, illetve Bern kanton néhány, Fribourggal határos településén szabad előállítani. Ezekhez tartozik még 17 történelmileg megalapozott kivételnek számító sajtüzem a német nyelvű területeken.
AOC-tanúsítványt az Egyesült Államokban és más országokban nem ismerik el, ezért francia, osztrák és olasz sajtkészítők is használják a megnevezést (utóbbiak „Groviera” néven állítják elő ezt a fajta sajtot).
Görögországban igen népszerű a sajt másolata, mely γραβιέρα (graviéra) néven ismert. Az Egyesült Államokban Wisconsin államban készül a legnagyobb mennyiségű Gruyère sajt, melyet a svájci Emmi élelmiszeripari cég leányvállalata, az Emmi Roth USA gyárt.

## Előállítása

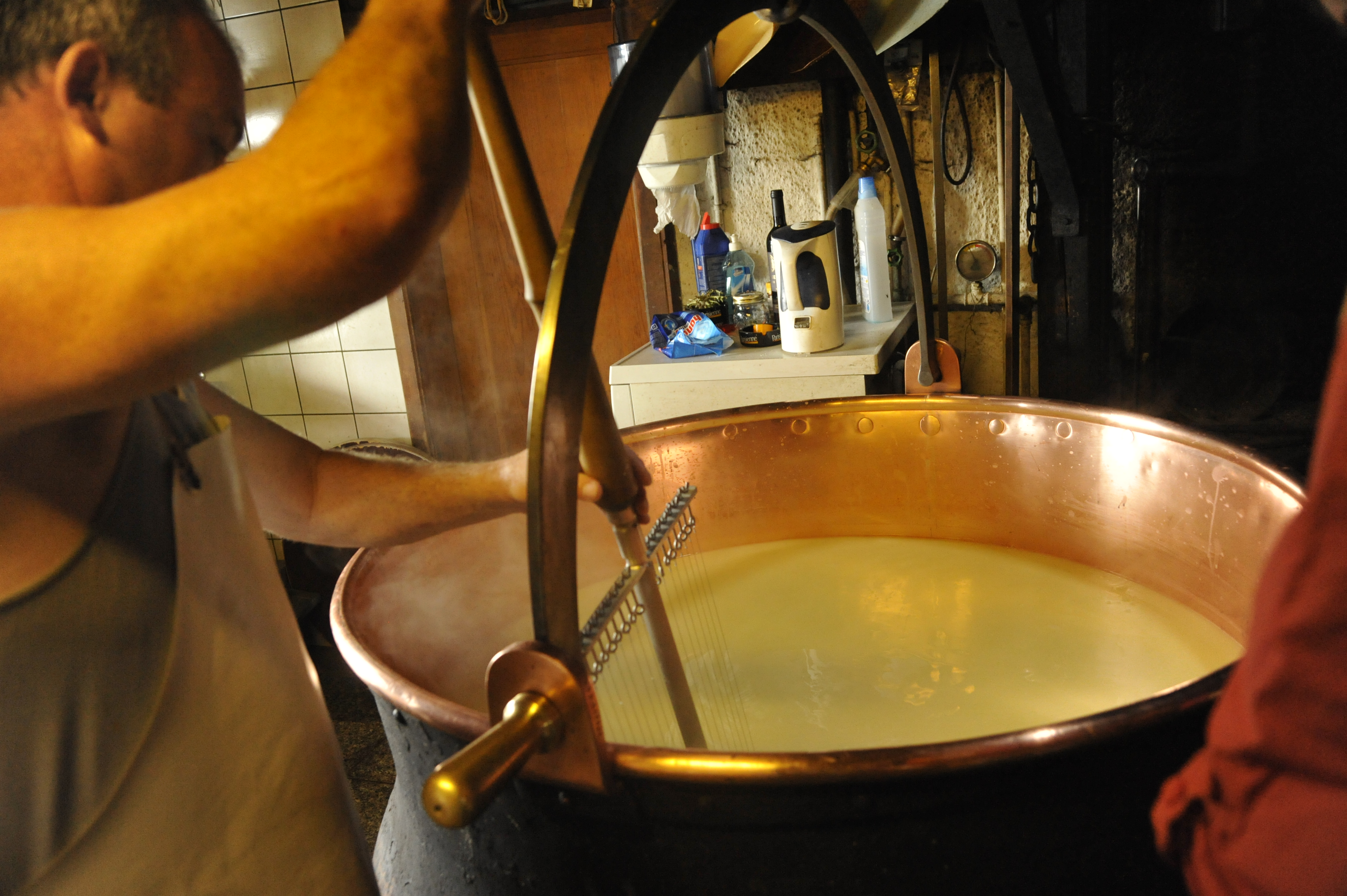
Az alapanyag keverése

Az eredeti Gruyère-hez csakis kiváló minőségű tejet használnak. A tejet adó alpesi teheneket egész nyáron a hegyi legelőkön tartják, ahol gabonaféléket, gyógyfüveket és fűszereket is legeltetnek velük. Egy tehén naponta nagyjából 100 kg füvet eszik meg és 25 liter tejet ad. Egy 35 kg-os sajttömb előállításához 400 liter tejre van szükség.
A Gruyère előállításakor először egy rézüstben 34 °C fokra felhevítik a nyers tejet, majd élesztőgomba segítségével megalvasztják. Az aludttejet borsónagyságúra darabolják, majd addig keverik, míg a savó elfolyik belőle. Az aludttejet 43 fokon főzik, majd hirtelen megemelik 54 fokra a hőfokot. Miután a savót leszűrik, a maradék aludttejet formákba öntik. Ezután a formákat présbe teszik, amelyekre rákerül az úgynevezett kazein pecsét, ami alapján gyártási nap és a gyári szám is beazonosítható. A présben 16 órát álló korongokra 300–900 kg súlyú nyomás nehezedik. Az érlelés előtt 20 órát 14 fokos sófürdőbe áztatják őket és baktériumokkal kenik be. Ezt követően két hónapig szobahőmérsékleten, többnyire fából készült polcokon érlelik. Az így tárolt sajtokat minden nap megforgatják, hogy a nedvességeloszlásuk egyenletes legyen. Minél tovább érlelik a Gruyère-t, annál erősebb az íze.

## Tulajdonságai
A sajt átmérője 55 és 65 cm, vastagsága 9,5 és 12 cm között mozog, súlya pedig 25-től 40 kilogrammig terjedhet (az átlag 35 kg). Kérge enyhén ragadós, barnás színű, belseje pedig hajlékony, közepesen kemény, és kevésbé törékeny. A sajt zsírtartalma 49-53%.

## Érlelése

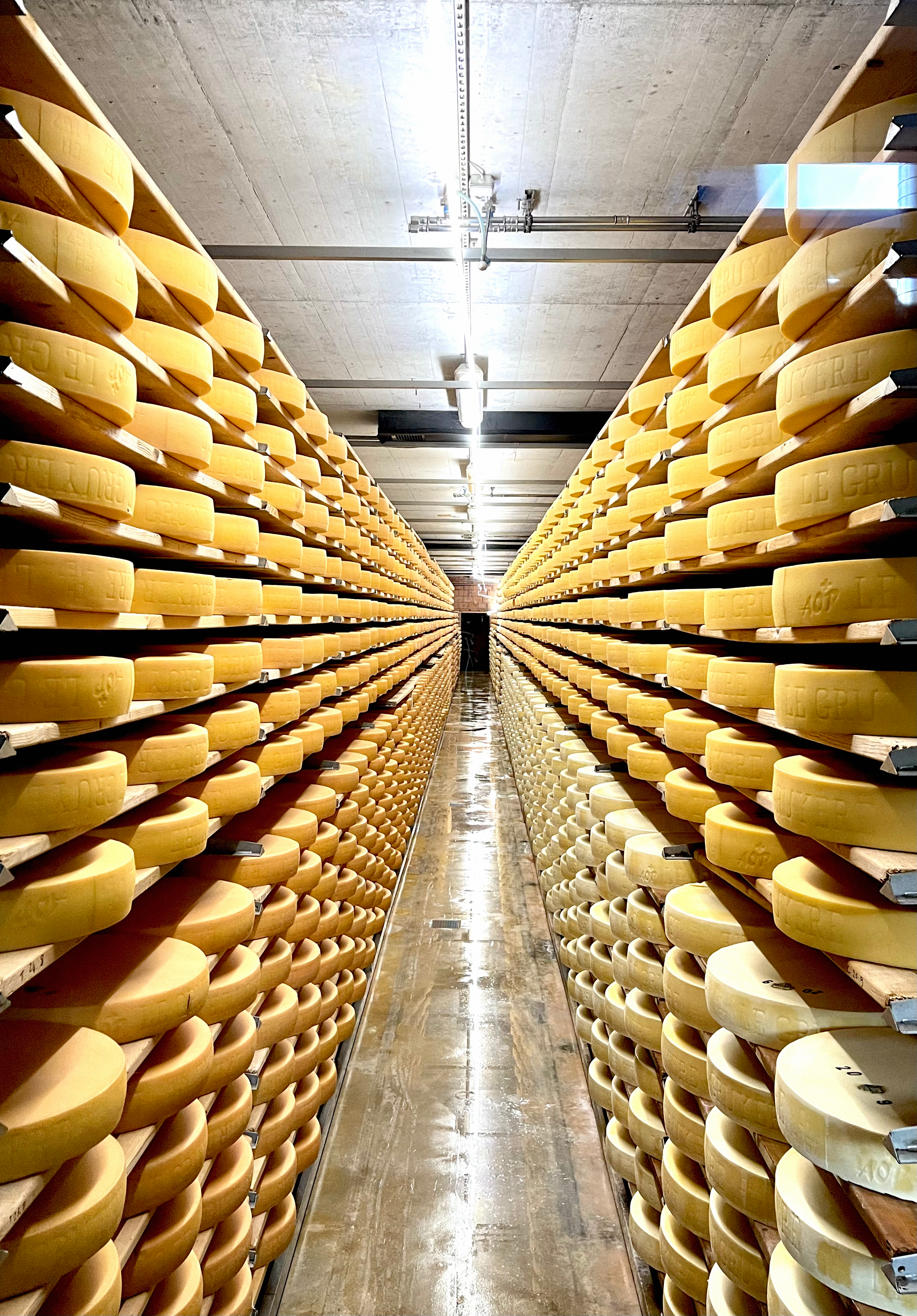
Érlelés közben

Az előállítási folyamat egyik legfontosabb része az érlelés. Az előállítási szabályok a sajt készítéséhez barlangihoz hasonló klímát írnak elő, ami 94–98%-os levegőnedvességet jelent. Ennél alacsonyabb nedvesség esetén a sajt kiszárad, nagyobb esetén pedig a kérge zsíros és ragadós lesz. Az érlelőhelyiségekben az ideális hőmérséklet 13 és 14 °C között van, mely a különösen jó minőségű sajtoknak kedvez. Más esetben 10 és 12 °C közötti hőmérsékleten érlelik a sajtokat. Minél alacsonyabb a helyiség hőmérséklete, annál keményebb és omlósabb lesz a sajt. Érlelési idejüket tekintve a következő kategóriába sorolják a sajtokat:
- 5-6 hónapig érlelt – doux (édes)
- 7-8 hónapig érlelt – mi-salè (közepesen sós)
- 9-10 hónapig érlelt – salè (sós)
- több mint 10 hónapig érlelt – rèserve ou surchoix (erős/fűszeres)
- több mint 15 hónapig érlelt – vieux (érett)[7]

## Változatai

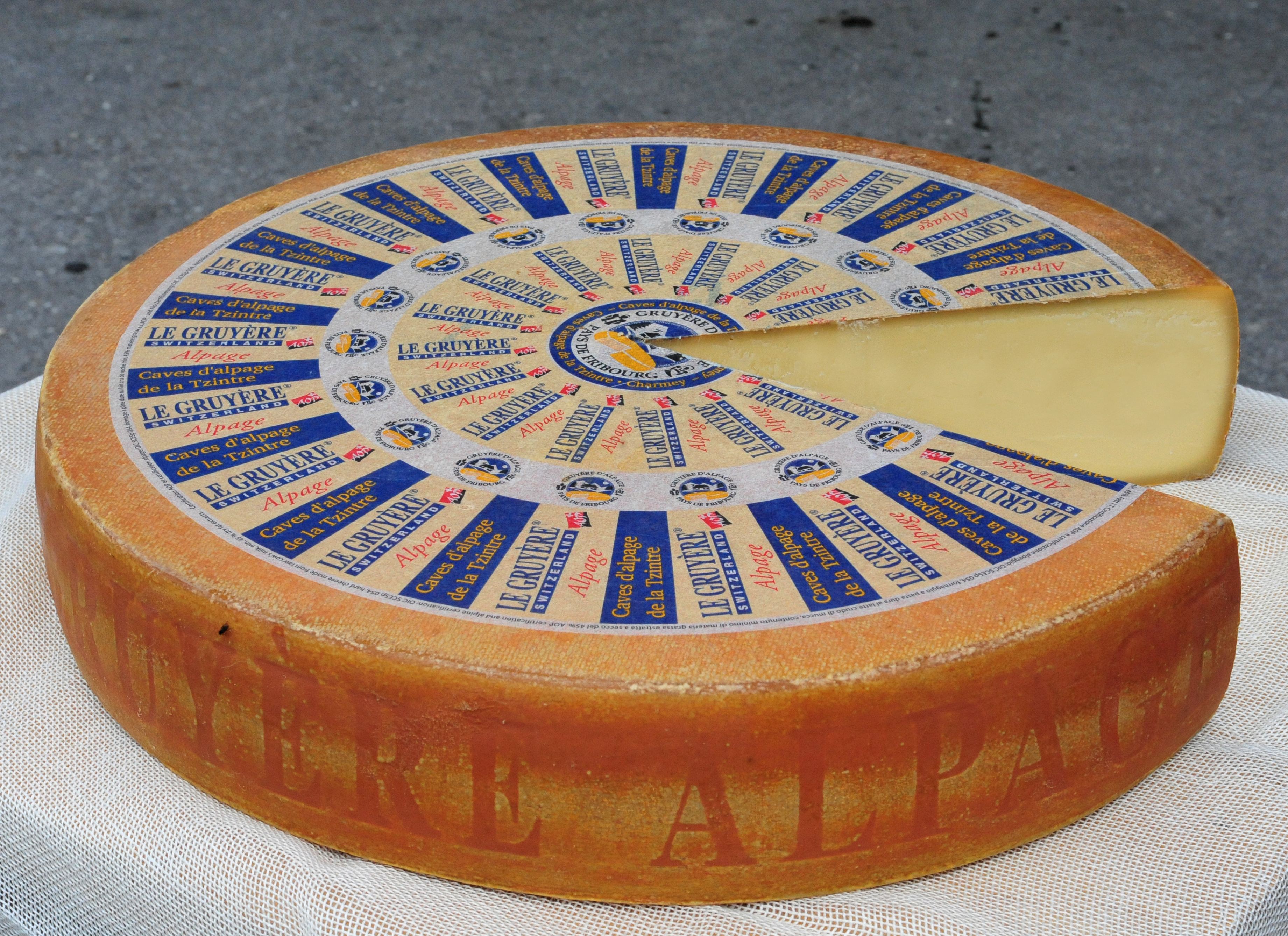
Gruyère d'alpage N°6062, nyáron készítik és 3.000 méter felett, a svájci Alpokban érlelik

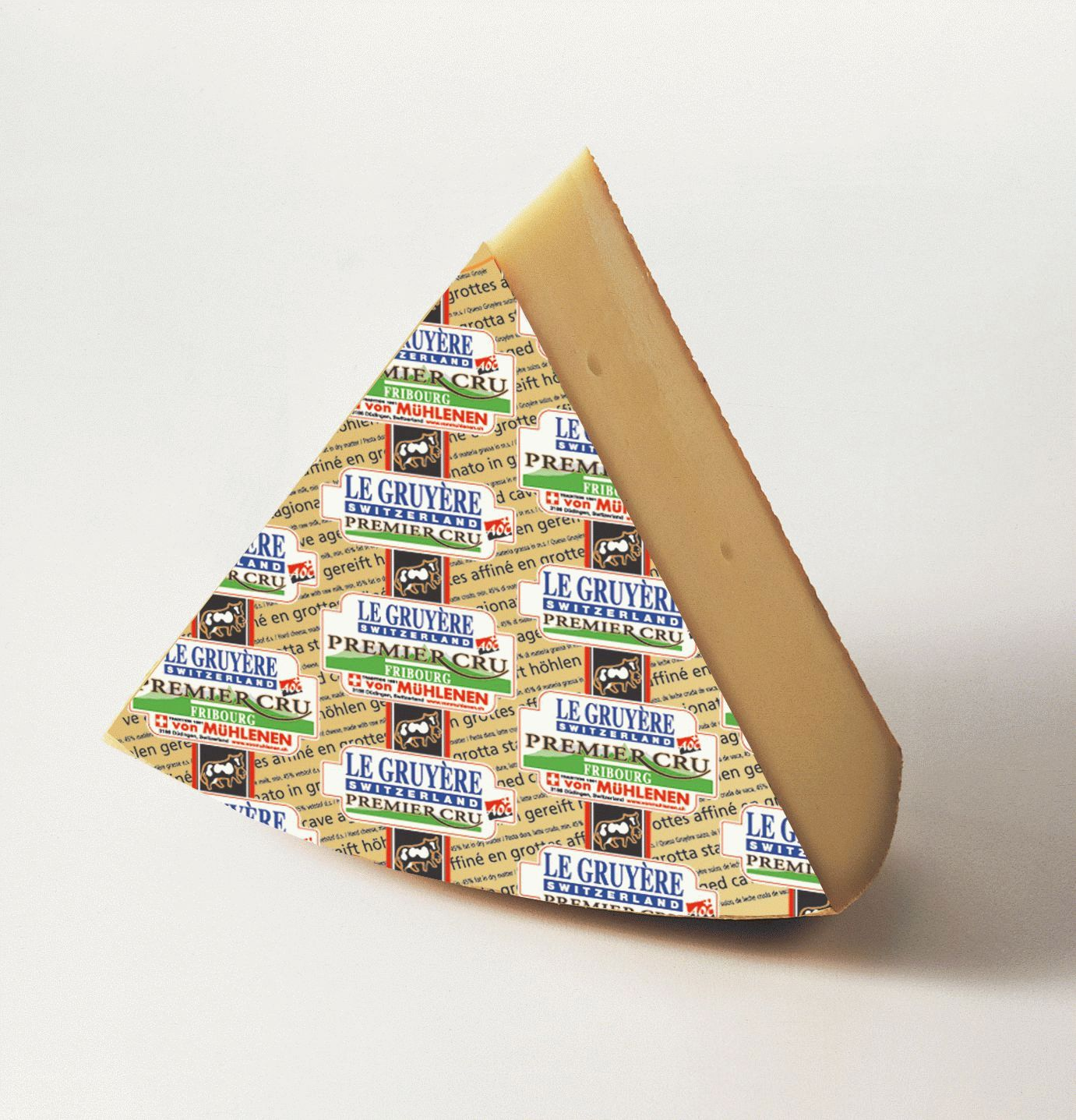
Le Gruyère Premier Cru

A Gruyère többféle változatban is kapható aszerint, hogy mennyire érett vagy milyen tejből (biotej, illetve alpesi tej) készült. Az előállítási szabálykönyv legalább öt hónapos érlelést ír elő. Azonban ennél több, akár 15 hónapig is érlelt változatok is készülnek.
Egy speciális változat a barlangban érlelt Gruyère sajt, melyet egy sziklabarlangban tárolnak. Az ebben a természetes környezetben tapasztalható 95%-os relatív páratartalom és az alig 10 °C fölötti hőmérséklet optimális érlelési feltételeknek bizonyulnak a sajt számára. Ezt a változatot legalább 12 hónapot érlelik, melyből 3 a sajtüzemben, 9 hónap pedig a barlangban történik.

### Le Gruyère Premier Cru
Egy kifejezetten érett változat a Le Gruyère Premier Cru, melyet legalább 14 hónapig, 95%-os relatív páratartalmú és 13,5 °C hőmérsékletű környezetben tárolnak. További jellegzetessége, hogy kizárólag Fribourg kantonban állítható elő és érlelhető.
A Gruyère-t több alkalommal is „a világ legjobb sajtjának” választották, így az angliai rendezésű World Cheese Awards-on 1992-ben, 2002-ben, 2005-ben és 2010-ben is első lett. 2006-ban, a wisconsini World Championship Cheese Contest-en egy St. Ursenben gyártott Gruyère sajt nyert aranyérmet. A wisconsini verseny 2010-es győztese ugyancsak egy Gruyère lett.
Statisztikai adatok szerint 2009-ben a Gruyère sajt megelőzte az Emmentalert. 2009 januárja és novembere között 26 300 tonna Gruyère-t készítettek, míg az Emmentáliból csak 23 480 tonnát.

## Felhasználása
Jellegzetes, de nem erős ízének köszönhetően a Gruyère sajt kiválóan alkalmas sütéshez. Gyakran használják a quiche elkészítéséhez, mivel nem nyomja el a többi hozzávaló ízét. Jól olvadó sajtként a sajtfondü egyik alapanyaga a Vacherin és az Emmentaler sajtok mellett. A hagyományos francia hagymaleves és a croque-monsieur (francia sonkás-sajtos pirítós) elengedhetetlen hozzávalója, melyet reszelve tészták és saláták készítéséhez is felhasználnak. Kiválóan illik olyan fehérborokhoz, mint a rizling, illetve almaborhoz és sörökhöz is.